# 84928 Oliversacks
84928 Oliversacks este un asteroid din centura principală de asteroizi.

## Descriere
84928 Oliversacks este un asteroid din centura principală de asteroizi. A fost descoperit pe 16 noiembrie 2003 în cadrul proiectului CSS. Asteroidul prezintă o orbită caracterizată de o semiaxă mare de 2,93 ua, o excentricitate de 0,03 și o înclinație de 1,1° în raport cu ecliptica.